# Roberto Gayón
Roberto Gayón (1 de janeiro de 1905 - data de falecimento desconhecida) foi um futebolista mexicano que atuava como atacante.Gayón jogava pelo Club América quando foi convocado para a Copa do Mundo de 1930. Ele atuou nas partidas contra Chile e Argentina e fez um gol contra a Argentina.